# Shimazu Tadamasa
Shimazu Tadayoshi (島津 忠昌?; 21 maggio 1463 – 16 marzo 1508) è stato un daimyō giapponese del clan Shimazu durante il periodo Sengoku.

## Biografia
Shimazu Tadamasa fu l'undicesimo capo del clan Shimazu. Viene ricordato sia per le sue imprese politico-militari sia per la fondazione della scuola del neoconfucianesimo Satsunan, che ebbe inizio quando Tadamasa invitò Keian Genju a Satsuma	per tenere lezioni sull'argomento nel 1478.
Figlio di Shimazu Tatsuhisa, le notevoli campagne di Tadamasa comprendono la sconfitta del clan Itō nel 1485 nel sud di Hyūga. Dovette affrontare la ribellione di alcuni dei suoi vassalli a Ōsumi nel 1496 e del clan Kimotsuki nel 1506. Si racconta che commise seppuku nel 1508 a causa di una mix di malattie di cui soffrifa e per la sua incapacità di sopprimere la ribellione Kimotsuki.
Gli succedette come capo clan, a sua volta, ciascuno dei suoi tre figli, Shimazu Tadaharu, Tadataka e Katsuhisa.